# Адолфов
Адолфов (пољ. Adolfów) је село у Пољској које се налази у војводству Мазовском у повјату Соколовском у општини Церанов.
Од 1975. до 1998. године ово насеље се налазило у Сједлецком војводству.